# Polcevera
Pour les articles homonymes, voir Polcevera (homonymie).
Le Polcévera (Pûçéivia ou Ponçéivia en ligure) est un torrent dont le cours s'écoule entièrement le long de la vallée du même nom dans la ville métropolitaine de Gênes ; il est, par sa longueur, le second cours d'eau de la ville de Gênes, après le Bisagno, et le premier pour la superficie de son bassin hydrographique.

## Hydronymie
La plus ancienne mention connue du nom du torrent et de sa vallée se trouve dans la table de bronze datée de 117 av. J.-C. où il est cité sous la forme de Porcobera,, nom composé de deux termes indo-européens, dont le sens probable serait fiume portatore di trote (« fleuve porteur de truites »),. Le nom est cité par Pline l'Ancien sous la forme de Porcifera dans le livre III de l'Histoire naturelle (77 après J.-C.) ; le terme Pulcifera est utilisé en latin médiéval, celui de Pozzevera ou Polzevera est attesté aux XVIIe et XVIIIe siècles ; le toponyme actuel de Polcevera est stabilisé au XIXe siècle.

## Toponymie
Le Polcevera a donné son nom à sa vallée, le val Polcevera, au viaduc qui le franchit en basse vallée, le viaduc du Polcevera également nommé pont Morandi, du nom de son concepteur, l'ingénieur Riccardo Morandi et, entre le 2 décembre 1797 et le 28 avril 1798, au département du Polcevera (ou de la Polcevera), l'une des subdivisions administratives de la République ligurienne qui avait pour chef-lieu Rivarolo.

## Géographie physique
Le torrent naît sous le nom de Verde (it) au mont Leco (it) à une altitude de 1 072 m, coulant sur environ 8 km en traversant les communes de Ceranesi et Campomorone. À Pontedecimo, à la confluence avec le Riccò (it), né au Bric Montaldo à 652 m, il prend le nom de Polcevera. De Pontedecimo à l'embouchure, sa longueur est de 11 km. Le bras principal, en prenant en considération le plus long de ses affluents, le Verde, a une longueur totale de 19 km.
Le bassin hydrographique a une superficie totale de 140 km2 et, outre les communes de Gênes, Ceranesi et Campomorone, il s'étend avec ses affluents dans celles de Mignanego, Serra Riccò et Sant'Olcese.
Le bassin est caractérisé par un axe principal de direction nord-sud qui s'étend perpendiculairement à la côte quasiment en ligne droite, s'ouvrant en éventail vers les sources montagnardes de ses affluents. L'altitude maximale correspond au mont Taccone (it) à 1 113 m, sur le bassin-versant liguro-padan.
Les bassins hydrographiques contigus sont ceux du Chiaravagna (it) et du Varenna (it) à l'ouest, du Stura (it) au nord, des Gorzente (it), Lemme (it) et Scrivia à l'est, du Bisagno et de quelques rivières mineures dans les zones de Sampierdarena et San Teodoro (it).

### La haute vallée

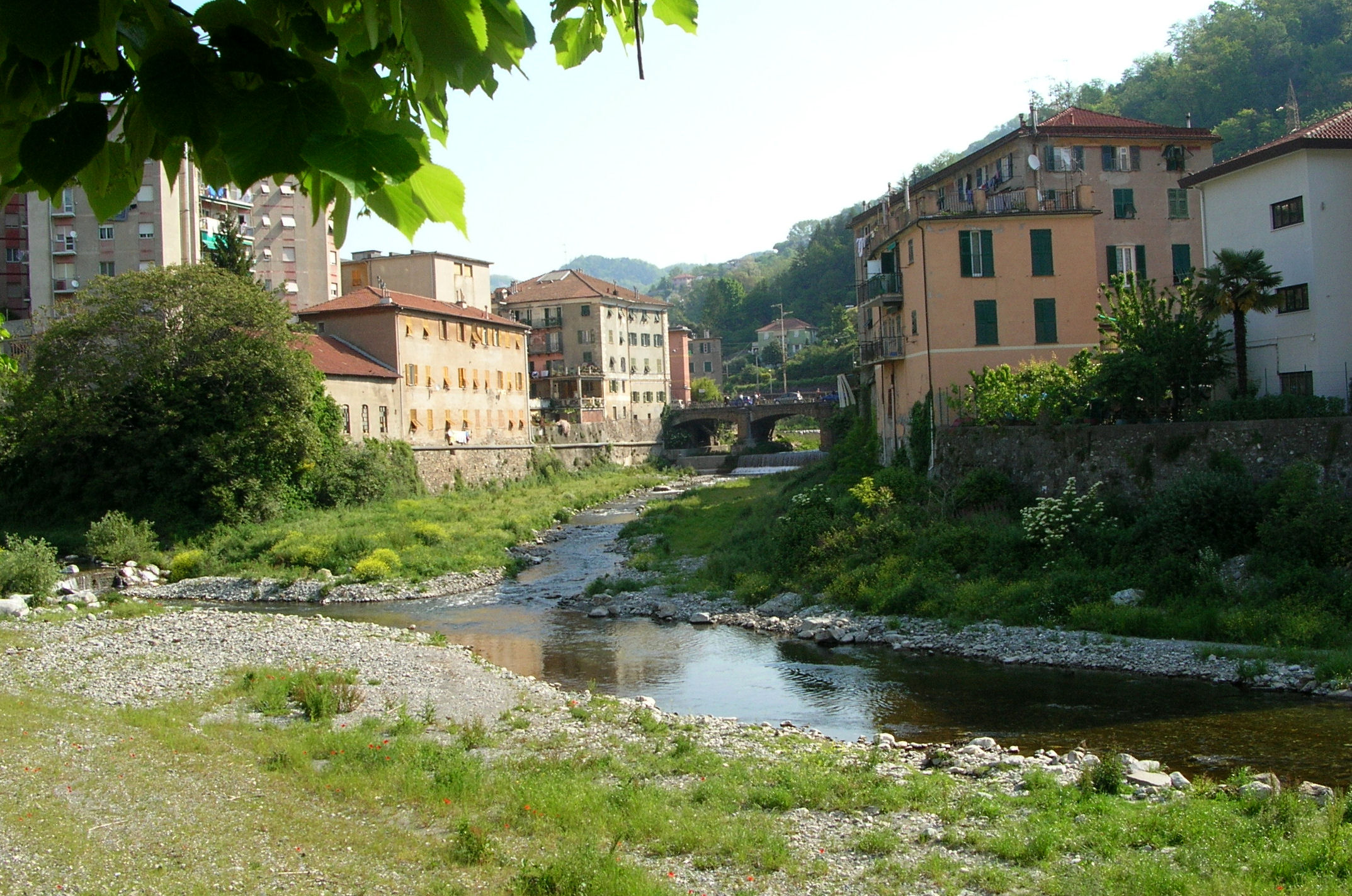
Pontedecimo : la confluence entre les torrents Verde (à gauche) et Riccò (à droite)

La haute vallée comprend les vallées des torrents Verde (it) et de Riccò (it) et leurs affluents.
Descendant du mont Leco (it), le Verde qui, sur une partie de son parcours trace la limite entre les communes de Ceranesi et Campomorone, traverse Isoverde (hameau de Campomorone), Campomorone, Santa Marta (siège communal de Ceranesi) et une partie du quartier génois de Pontedecimo. Après avoir reçu divers ruisseaux (les principaux sont le rio San Martino, sur la rive droite et le rio Gioventina sur la rive gauche) après un parcours d'environ 8 km, conflue à Pontedecimo avec le Riccò, qui naît du Bric Montaldo, près du col des Giovi, et traverse divers hameaux de la commune de Mignanego.

### La basse vallée

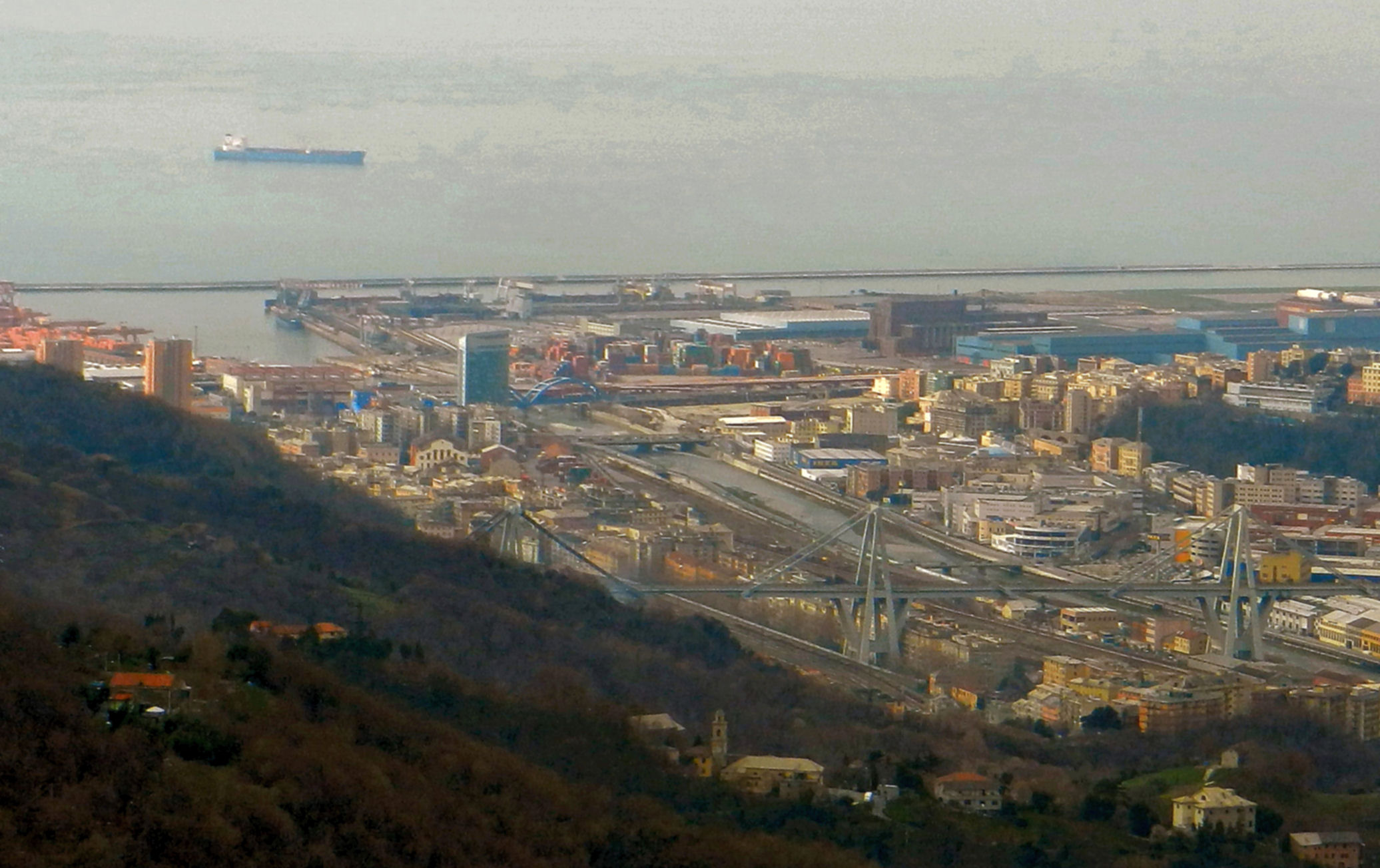
Le cours terminal du Polcevera, entre les quartiers Sampierdarena (à gauche) et Cornigliano près de la zone industrielle et commerciale de Campi (à droite) ; à l'arrière-plan, la zone abandonnée de l'ancienne aciérie Italsider et le brise-lames du port de Gênes.

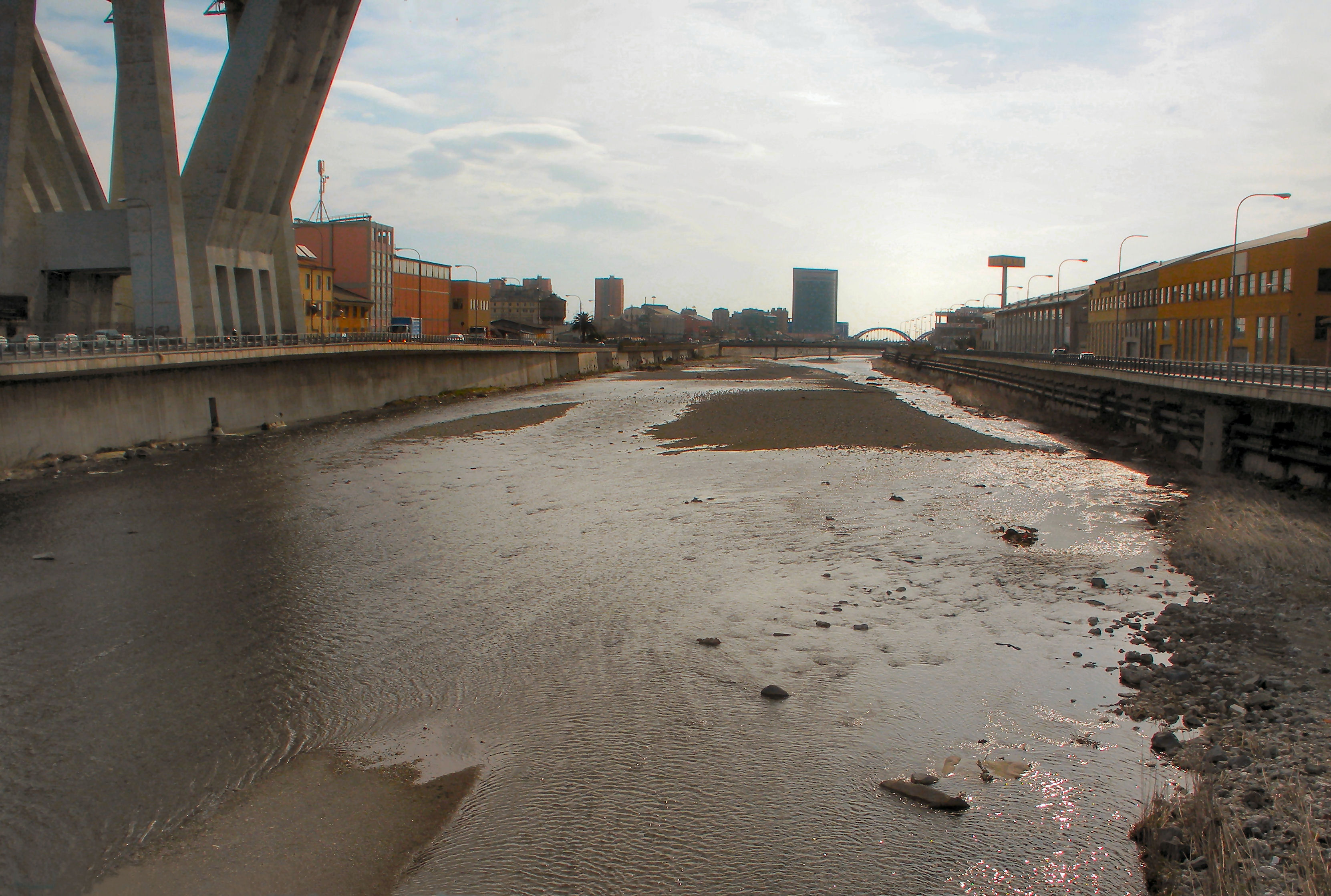
Le Polcevera à Campi, à la hauteur du pont Morandi de l'autoroute A10.

En aval de la confluence entre le Verde et le Riccò, le torrent prend le nom de Polcevera et se jette dans la mer de Ligurie à l'intérieur de la zone portuaire génoise entre les quartiers de Cornigliano et Sampierdarena, après avoir traversé Pontedecimo, Bolzaneto et Rivarolo.
La partie du cours comprise entre Pontedecimo et l'embouchure, jadis caractérisée par un vaste lit alluvionnaire, est aujourd'hui enserrée entre les remblais construits autour des années 1850 à l'occasion de l'ouverture de la ligne de Turin à Gênes et coule dans une zone intensément urbanisée entre établissements industriels et infrastructures routières et ferroviaires.
Au fil des millénaires, l'érosion du fond marin provoquée par le transport des sédiments par le torrent a créé l'une des deux branches du canyon sous-marin de Gênes (it) qui s'étend sur plus de 70 km dans la mer de Ligurie en direction nord-sud.

## Affluents
Dans son bref parcours, le Polcevera recueille les eaux de nombreuses rivières dont seules peu d'entre elles forment des vallées latérales de dimension significative. Parmi celles-ci, outre le Verde (it) et le Riccò (it), peuvent être citées :
- sur la rive gauche :

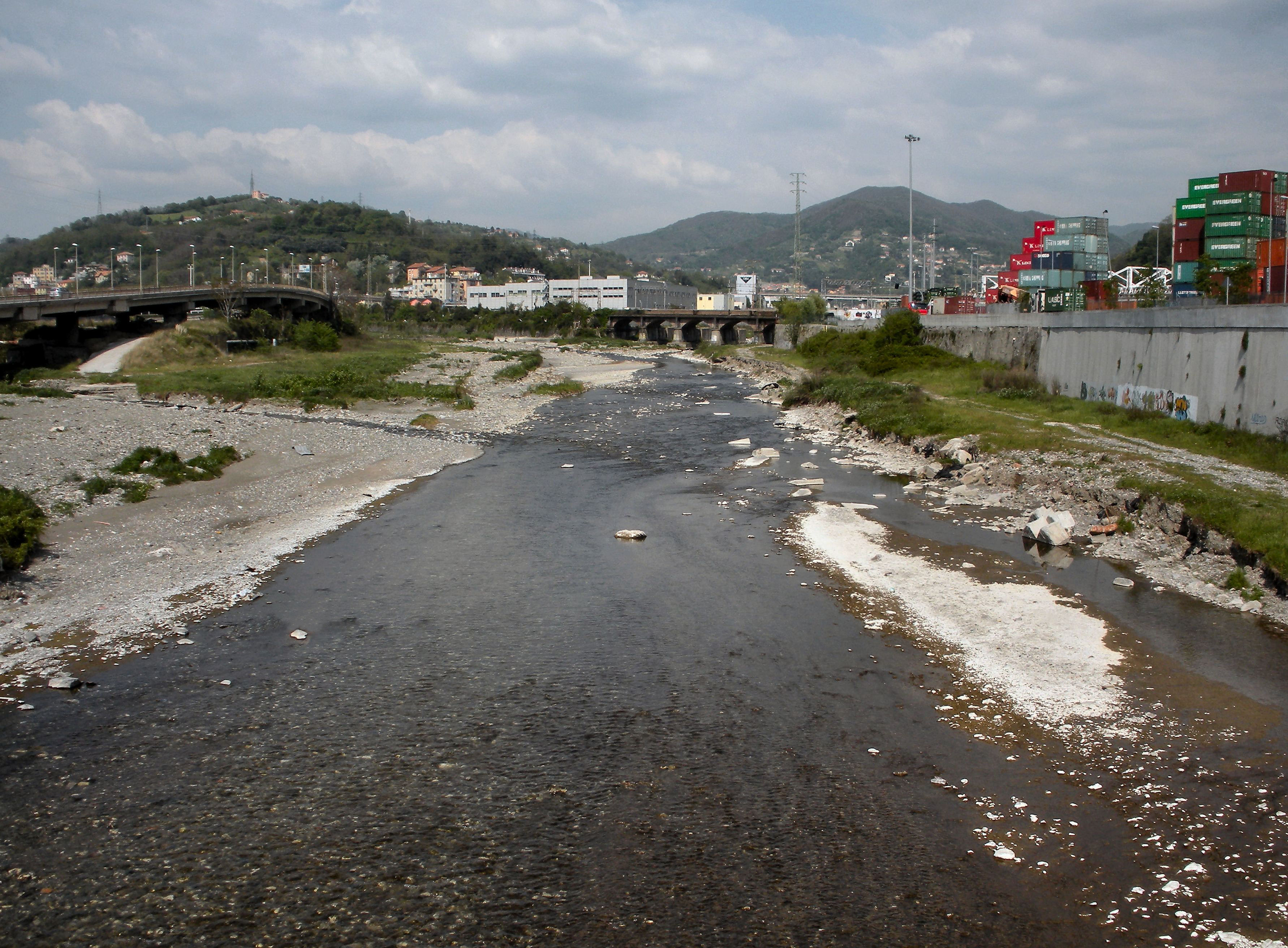
Le Polcevera à la confluence avec le.

  - le Secca (it) qui traverse plusieurs hameaux de la commune de Serra Riccò et conflue avec le Polcevera à Morigallo, tout-de-suite après avoir recueilli les eaux du Sardorella (it) qui coule sur le territoire de la commune de Sant'Olcese ; avec ses 12 km de longueur et 45 km2 de bassin c'est le principal affluent du Polcevera ;
  - le Goresina (ou Geminiano), qui naît sur le versant ouest du mont des Due Fratelli et conflue à Bolzaneto (3 km) ;
  - le Torbella, qui naît sur le versant sud du mont des Due Fratelli et conflue à Rivarolo (5 km) ;
- sur la rive droite :
  - le Burba, qui naît sur le versant est du mont Figogna et conflue à Bolzaneto après avoir recueilli les eaux du torrent Molinassi (4 km) ;
  - le Trasta, qui naît sur le mont Teiolo et conflue près de la localité homonyme (it) située entre Bolzaneto et Rivarolo (3 km) ;
  - le Pianego (ou Fegino), qui naît du mont Rocca dei Corvi et conflue à la hauteur de Rivarolo ; la dernière partie de son cours, partiellement couverte, délimite le côté nord des établissements Ansaldo (3 km).

## Débit
Comme la majeure partie des cours d'eau de la Ligurie, il Polcevera et ses affluents sont caractérisés par un régime torrentiel avec un débit très faible durant les mois d'été où ils sont souvent quasiment à sec, alors qu'ils peuvent se remplir de manière impressionnante en quelques heures durant les mois d'automne, occasionnant par le passé de désastreuses inondations jusqu'à la construction des remblais.
Le débit moyen à l'embouchure est de 4,8 m3/s, avec un minimum en août (1,49 m3/s) et un maximum en décembre (6,94 m3/s), qui fait suite à la période de pluviosité automnale maximale concentrée sur les mois d'octobre et novembre. Le déphasage entre les pluies et les débits est dû au relâchage progressif des eaux par les sols et les nappes phréatiques.
Les débit maxima sont de 1 377 m3/s avec une période de retour de cinquante ans et de 1 763 m3/s avec un temps de retour de deux cents ans.

## Inondations
Avant la construction des berges, le Polcevera a occasionné de fréquentes inondations dans les zones traversées. Luigi Persoglio (it) liste celles qui sont survenues dans la zone de Bolzaneto au cours des XVIIIe et XIXe siècles :
- 6 septembre 1746 : au cours de la guerre de 1746 un régiment autrichien bivouaque dans le lit à sec du Polcevera, dans la région de Teglia, quand une averse torrentielle imprévue provoque l'inondation du torrent, détruisant le matériel et tuant de nombreux soldats[10] ;
- 15 octobre 1777 : une inondation détruit deux arcades du pont qui relie Bolzaneto et Murta (it) et envahit l'église San Francesco (it) et le vieux bourg de Bolzaneto ;
- 4 septembre 1780 : une inondation fait trois victimes à Bolzaneto ;
- 26 août 1834 : ce fut le dernier grave épisode avant la construction des berges ; les hautes eaux inondent le bourg de Pontedecimo dont les habitants trouvent refuge dans le couvent des capucins construit sur une position surélevée par rapport au torrent ; à Bolzaneto la zone de la Chiappetta où se trouve une victime est à nouveau inondée comme d'autres endroits du fond de la vallée.

Après la construction des berges, les zones du fond de la vallée ne subissent plus de crues et sont progressivement urbanisées. Des inondations provoquent cependant des glissements de terrain dans des zones circonscrites, occasionnant surtout des dommages aux infrastructures situées dans le lit du torrent :
- 1947: une inondation fait s'écrouler une vieille maison à Pontedecimo et deux arches du pont San Francesco à Bolzaneto ;
- 7 et 8 octobre 1970 : durant les inondations qui touchent Gênes, faisant 44 victimes, surtout dans le Val Bisagno, les dommages dans le Val Polcevera sont relativement restreints : grâce à la bonne tenue des berges, la crue est limitée à la zone industrielle de la rive droite à la hauteur de Campi (it) et, près de l'embouchure, aux établissements Italsider de Cornigliano ; des inondations et de petits glissements de terrain ont lieu localement, surtout dans la zone de Bolzaneto, Pontedecimo et Sant'Olcese, en raison de la crue d'affluents du Polcevera ;
- 23 septembre 1993 : les dommages sont particulièrement graves à Pontedecimo où, à la confluence avec les torrents Riccò (it) et Verde (it), la passerelle des Frati est détruite et des édifices sont inondés[11],[12] ;
- 15 novembre 2014 : au cours de l'événement alluvial qui se déroule à Gênes ce jour-là, des pluies très intenses se concentrent sur tout le bassin du Val Polcevera ; plus de 350 mm de pluie tombent en quelques heures à Pontedecimo[13] ; le torrent est en crue à Pontedecimo, débordant sur la piazza Arimondi, provoquant d'importantes inondations et de graves dégâts, notamment l'ouverture d'un large gouffre sur la place ; près de l'embouchure, dans la zone des travaux de viabilisation de la rive droite en cours, les eaux du Polcevera sortent à nouveau des berges, avec moins de violence cependant, envahissant la zone à l'est de la Villa Durazzo Bombrini et les zones portuaires adjacentes.

## Urbanisme

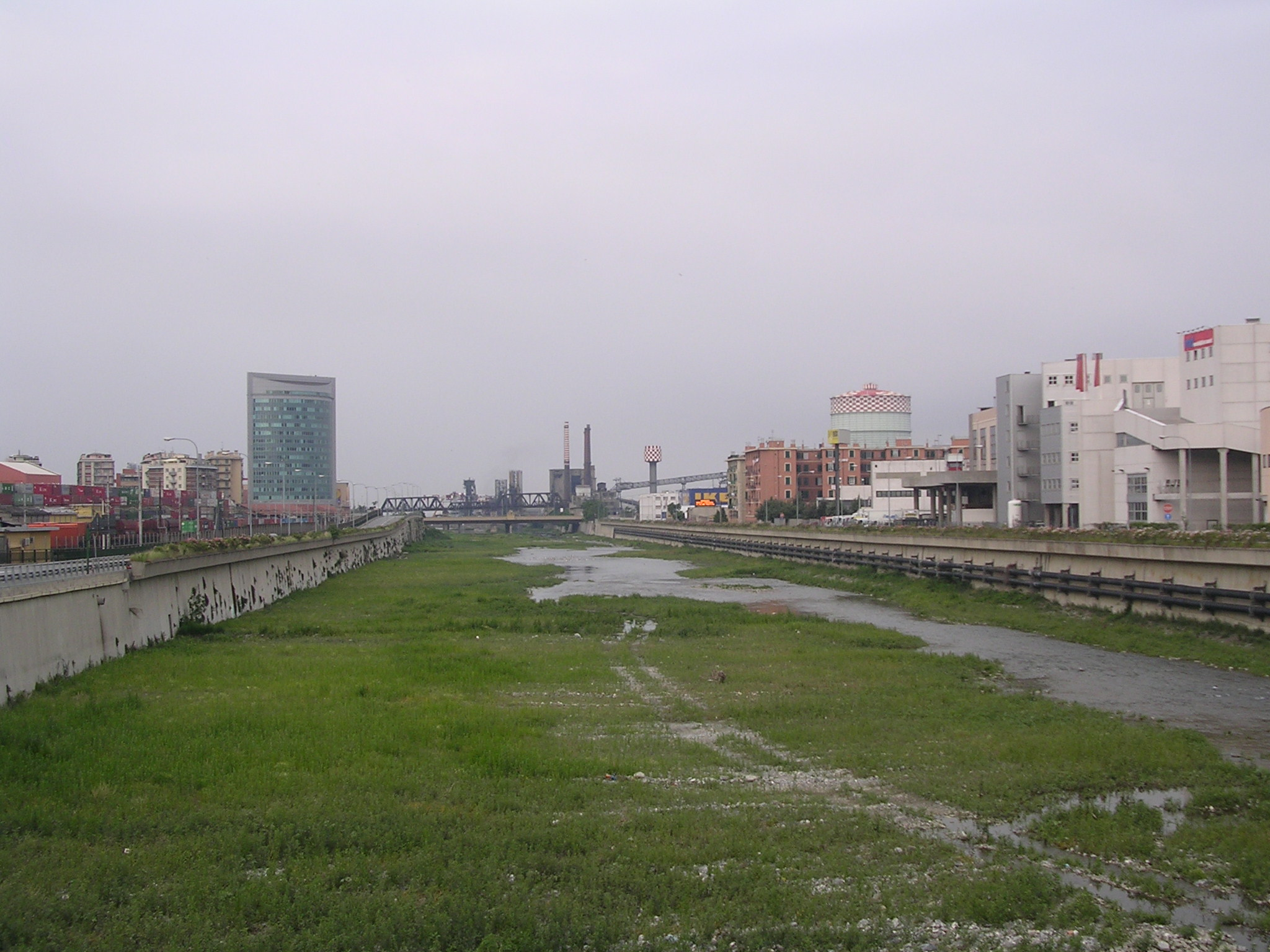
Le lit du torrent avec les aciéries en cours de démolition.

Dans la partie située entre Pontedecimo et l'embouchure, le Polcevera coule aujourd'hui dans une zone fortement peuplée, entre installations industrielles et dépôts pétroliers, dont nombre sont abandonnés ou en voie de reconversion, et entre infrastructures routières et ferroviaires.
L'industrialisation de la vallée a commencé vers le milieu du XIXe siècle, après la construction des remblais entre 1849 et 1853. Auparavant, le lit du torrent occupait la totalité de la partie plane de la vallée, constituant un marécage dangereux dans lequel l'eau se divisait en de nombreux ruisseaux rendant difficile la liaison entre les deux rives en l'absence de ponts ou même de gués seulement possibles en peu d'endroits.
Les villages étaient construits le long des routes qui reliaient Gênes avec la plaine du Pô, courant sur les crêtes des collines, tandis que le fond de la vallée était alors peu habité jusqu'au milieu du XIXe siècle. La construction des berges a été complétée par une déviation du parcours initial à la hauteur de Bolzaneto, coupant la base de la colline de Murta (it) sur une distance d'environ 500 m.

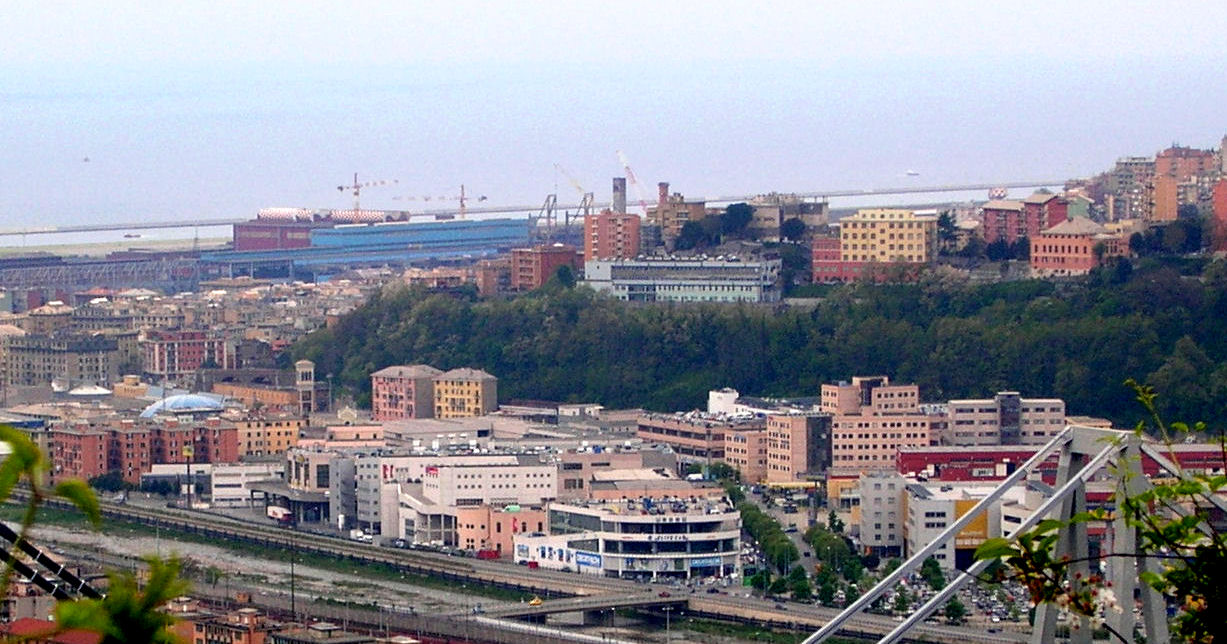
La zone commerciale et industrielle de Campi, sur la rive droite, peu avant l'embouchure.

La rive gauche de l'embouchure, dans le quartier de Sampierdarena, précédemment occupée par la société Ansaldo Meccanico, a été reconvertie, après la fermeture des ateliers, en centre résidentiel, commercial et de services inauguré en 2002 et baptisé Fiumara.
La zone de la rive droite, constituée par l'imposant déversoir dans la mer devant le quartier de Cornigliano créé entre 1938 et 1953, occupé durant des décennies par la cokerie et les hauts-fourneaux de la société Italsider (aujourd'hui Ilva), fait l'objet depuis 2005 d'une bonification en prévision d'une reconversion urbanistique de grande ampleur.

## Localités
Le tableau ci-après présente, en français et en ligure, les localités (anciennes communes autonomes devenues des quartiers de Gênes dans la basse vallée, communes et hameaux de la haute vallée) que l'on rencontre le long des deux rives du Polcevera en remontant de l'embouchure vers les sources du Verde (it) et du Riccò (it).
| Rive droite Quartier de Cornigliano Cornigliano , Corniggen ( Curniggen ) Campi (it) , Campi ( Campi ) Coronata (it) , Cönâ ( Cuunà ) Boschetto (it) , Ö boschetto ( U Buschettu ) Quartier de Rivarolo Fegino , Fegin Trasta (it) , Trasta Quartier de Bolzaneto Murta (it) , Mörta ( Murta ) Romairone , ' Rumaiun ( Rumaiun ) Cà di Sette , Cà de Sette Quartier de Pontedecimo San Quirico (it) , San Giaxo ( San Giajo, avec la « j » française) Pontedecimo , Pontedeximo ( Puntedejimu, avec la « j » française) Vallée du Verde Commune de Ceranesi Santa Marta, siège de la commune de Ceranesi Commune de Campomorone Campomorone , Campumarún (in alto polceverasco, Campumón ) Campora di Campomorone, Campoa ( Campua ) Isoverde [ 14 ] , Isu | Rive gauche Quartier de Sampierdarena Sampierdarena , Sampedænn-a ( Sampedèn-a ) Campasso, Campasso ( Campassu ) Quartier de Rivarolo Certosa , Certosa ( Certusa ) Borghetto , Borghetto ( Burghettu ) Rivarolo (Gênes) , Roieu o Rieu ( Ruiø o Riø ) Teglia , Teggia Quartier de Bolzaneto Bolzaneto , Borsanæo o Bòssanæo ( Bursanèu o Bossaneu ) Morigallo , Moigallo ( Muigallu ) Serro , Særo ( Sèru ) Quartier de Pontedecimo Budulli, Bodolli ( Budulli ) San Quirico (it) San Chigo ( San Chigu ) Vallecalda, Vallecada Pontedecimo Vallée du Riccò Quartier de Pontedecimo Rimessa, Remissa Commune de Serra Riccò Prelo , Prelo ( Prelu ) Commune de Mignanego Vetrerie Ponte dell'Acqua, Ponte dell'Ægoa ( Punte dell'Ègua ), siège de la commune de Mignanego Barriera [ 15 ] Pile Ponterosso, Ponterosso (“Punterussu”) |

## Infrastructures
Les deux rives, protégées par les remblais, sont désormais reliées par de nombreux ponts et la vallée, couloir naturel de liaison entre Gênes et la plaine du Pô, est parcourue longitudinalement par la route nationale 35 des Giovi (it), l'autoroute A7 Gênes–Milan, de nombreuses routes urbaines et deux lignes ferroviaires, Gênes-Milan et Gênes-Turin.

### Ponts
Le torrent, entre Pontedecimo et l'embouchure, est enjambé par douze ponts routiers, quatre ponts ferroviaires, sans compter un pont de service, qui n'est plus utilisé, à la hauteur de Trasta (it), et dix passerelles piétonnières.
La construction d'une nouvelle route de liaison entre Gênes et l'ouest est prévue en aval du pont de Cornigliano, avec un nouveau pont entre la zone de la Fiumara et les zones précédemment occupées par l'usine sidérurgique Italsider, destiné à remplacer le pont dit del Papa, utilisé jusqu'à aujourd'hui par les poids lourds comme route alternative pour éviter la traversée de Sampierdarena.

#### Principaux ponts routiers
- Pont de Cornigliano : c'est l'un des plus importants ; situé à peu de distance de l'embouchure, il relie Sampierdarena avec Cornigliano et les quartiers de l'ouest de Gênes ; il est évoqué dans un document écrit en 1411 mais le premier pont en dur ne fut construit qu'en 1550 grâce à un legs du noble Benedetto Gentile en mémoire d'un fils noyé dans le torrent ; le 4 juin 1800, fut signée, par le général français André Masséna, dans la petite chapelle située sur le pont, la reddition des Français aux Autrichiens qui occupaient Gênes ;
- Pont de Rivarolo (ou pont Polcevera) : construit dans les premières années du XXe siècle, il reliait le centre du quartier de Rivarolo, alors commune autonome, avec Fegino (it) et Borzoli (it) ; il est démoli dans les années 1990 et remplacé par le pont actuel qui, outre le torrent, enjambe la voie ferrée, éliminant ainsi l'ancien passage à niveau sur la route d'accès ;
- Pont San Francesco : situé à la hauteur de la gare de Gênes Bolzaneto (it), il est construit autour du milieu du XIXe siècle, en même temps que la voie ferrée ; il enjambe le tronçon du Polcevera creusé au pied de la colline de Murta (it) pour éliminer la boucle formée par le torrent et remplace le pont du XVIIIe siècle qui traversait le lit désormais asséché du torrent ;
- Pont de Morigallo (via Angelo Scala) : construit dans les années 1990, il enjambe le torrent et la ligne ferroviaire et constitue une partie du nœud routier qui relie le péage de Bolzaneto et les routes provinciales de Serra Riccò et Sant'Olcese avec les centres commerciaux de la zone de Romairone, les routes de la rive droite et la route provinciale vers le sanctuaire de la Guardia ;
- Pont du Serro (ou pont Tullio Barbieri) : autrefois très fréquenté par les pèlerins qui descendaient au sanctuaire de la Guardia, il reliait le hameau du Serro à San Quirico (it) avec la gare de départ de l'ancien funiculaire de la Madonna de la Guardia (it) ;
- Pont de la Forestale : ainsi nommé parce que situé près de l'unité locale corps forestier d'État et construit à l'origine pour relier le centre de San Quirico avec la gare de la ligne secondaire des Giovi (it), désormais abandonnée ;
- Pont Ludovico Patrizi : relie des deux rives du torrent dans le centre de Pontedecimo, un peu en aval de la confluence du Verde (it) et du Riccò (it).

#### Principaux ponts ferroviaires
En aval du pont routier de Cornigliano, le torrent est franchi par le viaduc ferroviaire de la Ligne de Gênes à Vintimille, entre les gares de Gênes Sampierdarena et Gênes Cornigliano (it), parcouru quotidiennement par de nombreux trains locaux, interurbains et longue distance qui relient Gênes avec la Riviera du Ponant (it) (Savone, Vintimille) puis la Côte d'Azur en France.
À la hauteur de Rivarolo se trouve le viaduc, construit dans les années 1960, qui relie par un tunnel la gare de Gênes-Piazza-Principe à la ligne secondaire des Giovi (it), parcouru par les trains longue distance à destination de Milan et Turin.

### Autoroutes

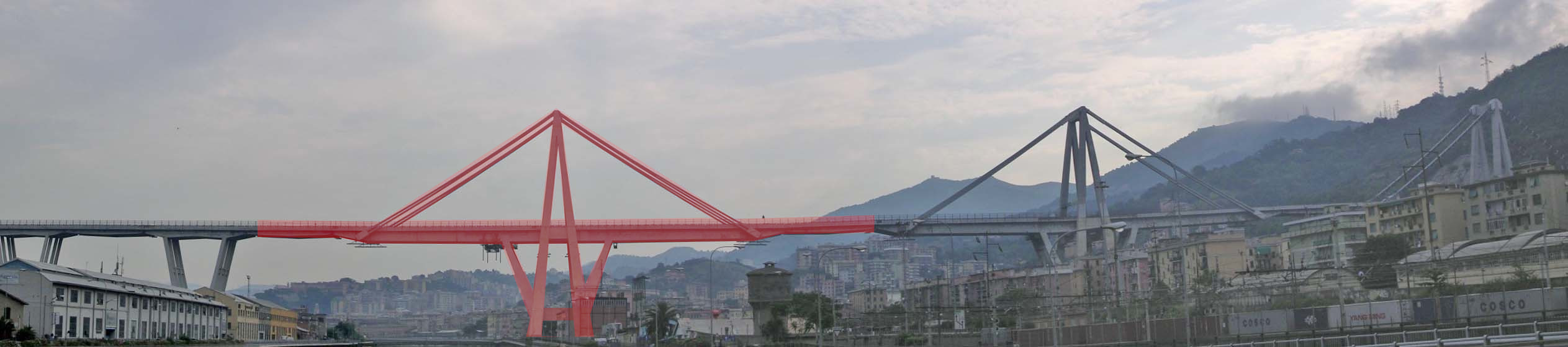
Le viaduc Polcevera, communément appelé « pont Morandi », du nom de son concepteur. Sont représentés en rouge les travées et le pylône effondrés le 14 août 2018.

À environ un km en amont de l'embouchure, le lit du torrent et la totalité de la vallée sont franchis par le « pont Morandi » supportant l'autoroute A10 de Gênes à Vintimille, une imposante structure longue de 1 182 m, construite sur trois pylônes en béton armé d'une hauteur d'environ 90 m, conçue par l'ingénieur Riccardo Morandi et inaugurée en 1967.
La partie du pont qui enjambe le torrent s'est effondrée le 14 août 2018 tuant 38 personnes. L'ouvrage faisait l'objet depuis de nombreuses années de polémiques sur sa sécurité à propos de laquelle le sénateur Maurizio Rossi (sénateur) (it) avait interpellé à deux reprises le ministre Graziano Delrio, interpellations écrites devant le Sénat restées sans réponse. Les arguments avancés dans la discussion, coûts élevés de la maintenance et trop grande densité du trafic, avaient conduit à la proposition de la création de la Gronda en remplacement du pont.

### Routes

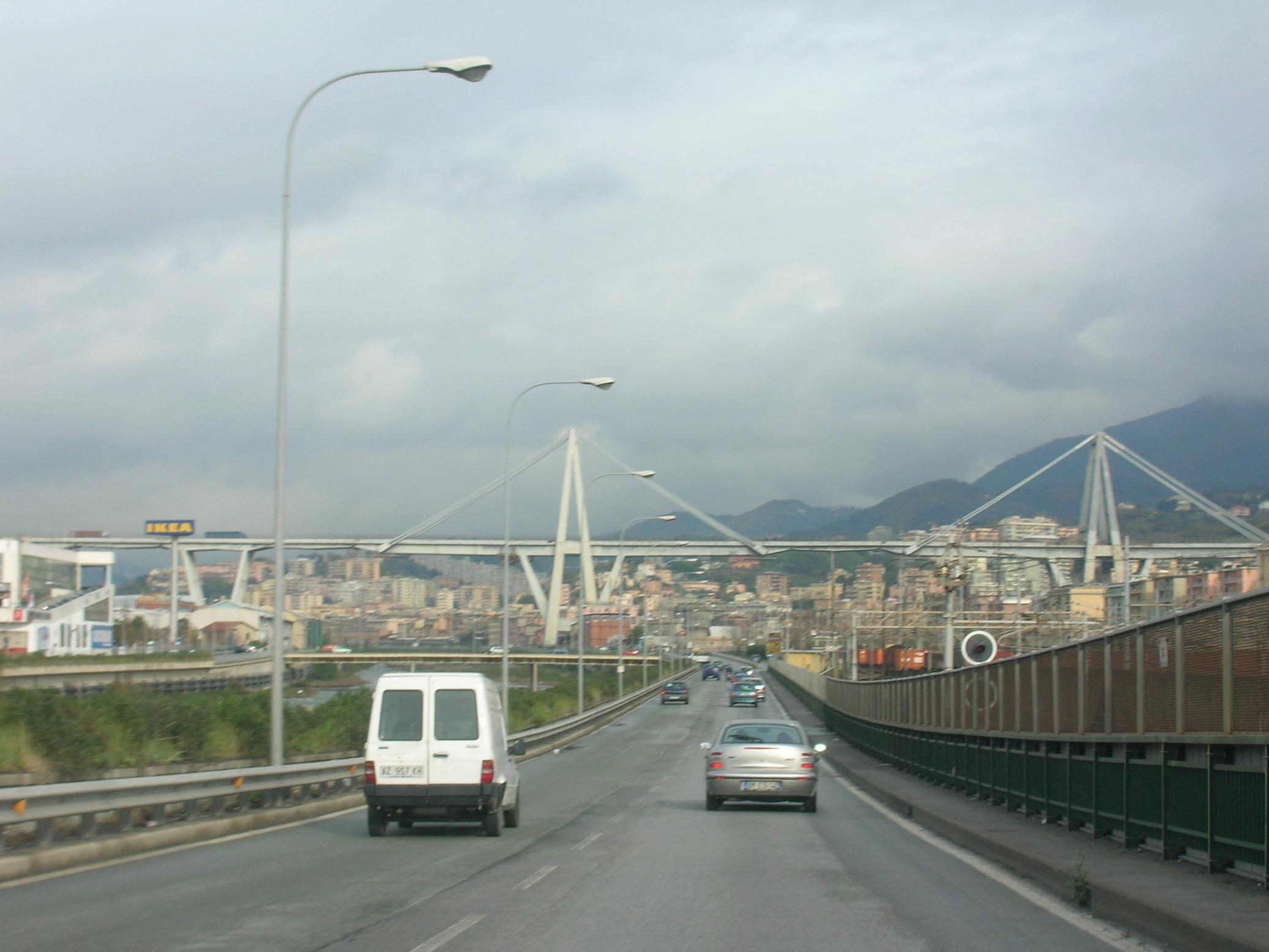
La route en rive gauche du Polcevera, à la hauteur de Campi.

Les berges du torrent, dans la partie urbaine, sont parcourues par deux voies rapides.
Celle de la rive droite relie Pontedecimo au pont de Cornigliano ; la première partie, de Pontedecimo à Trasta (it), à double sens de circulation, est ouverte dans les années 1980, augmentant et rationalisant le réseau routier ; la partie de Trasta à Cornigliano, en sens unique en direction de la mer, construite ex novo le long de la berge, est ouverte en 2010.
La route de la rive gauche, en sens unique en direction de la montagne, est inaugurée dans les années 1990 et relie le pont de Cornigliano à Teglia (it) où elle franchit le torrent, poursuivant vers Pontedecimo sur la route en rive droite.

### Voies ferrées

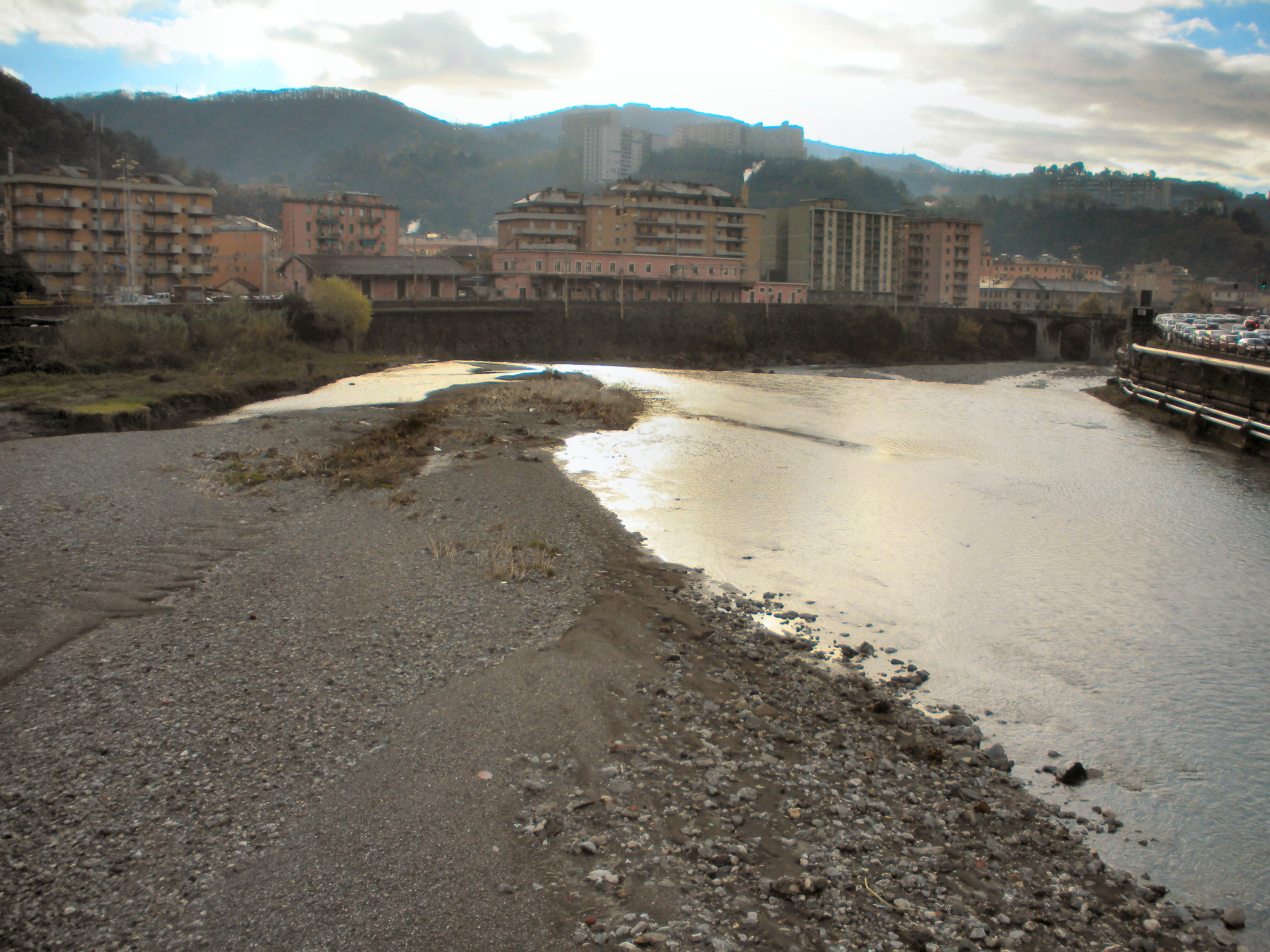
Le Polcevera à la hauteur de la.

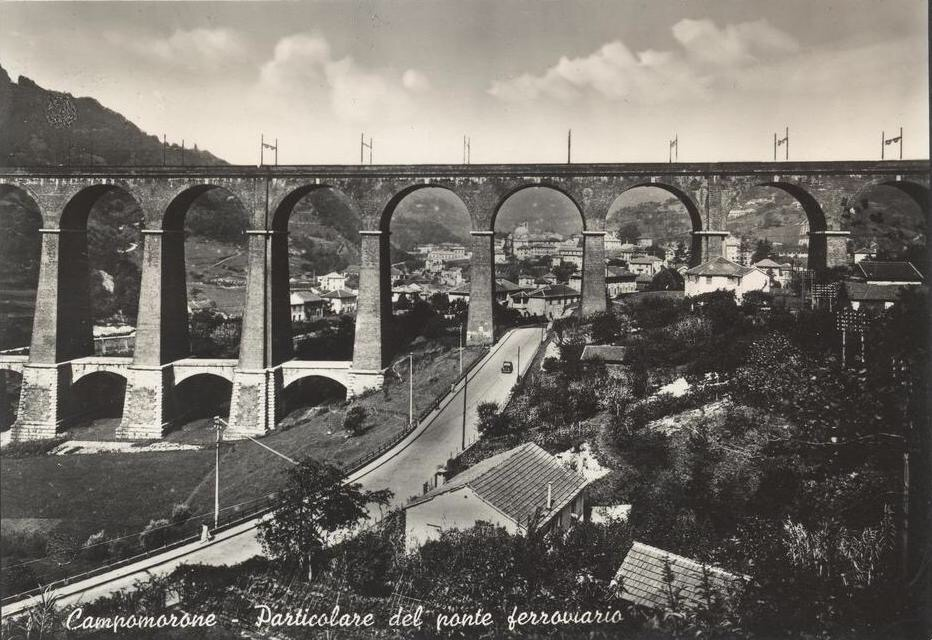
Le viaduc du Verde.

La ligne ferroviaire « des Giovi », de Sampierdarena à San Quirico (it), ouverte en 1853, court sur la berge gauche du torrent, où se trouvent également les gares de Gênes Rivarolo (it), Gênes Bolzaneto (it) et Gênes San Biagio (it), et, un peu plus loin, de Gênes Pontedecimo (it). La ligne est presque exclusivement utilisée par les trains régionaux qui relient la gare de Gênes-Brignole avec le Bas Piémont (Alexandrie, Arquata Scrivia, Novi Ligure) et avec Busalla.
Les trains à moyenne et longue distance par Milan et Turin, en revanche, circulent sur la ligne secondaire des Giovi (it), construite dans les années 1880, qui traverse longitudinalement le Val Polcevera sur le versant droit, franchissant par trois viaducs en briques à plusieurs arches d'autres émissaires du Polcevera : Trasta, Burba et Verde (it) ; ce dernier, avec ses vingt arches, est caractéristique du paysage de Pontedecimo.

## Écologie
Les études de l'Agence pour la protection de l'environnement (it) ont mis en évidence un niveau important de pollution des eaux, en amélioration cependant depuis la fermeture des installations industrielles les plus polluantes.

## Faune

### Poissons
Des espèces capables de survivre dans des environnements modérément pollués comme le mulet, dans le cours inférieur, et la chevesne italique (it), plus en amont, sont très abondantes. À la hauteur de Pontedecimo sont présentes dans le torrent d'autres espèces comme le barbeau, le vairon, l'anguille, la truite fario et arc-en-ciel. La truite fario de souche atlantique comme autochtone se trouve dans quasiment tous les affluents du Polcevera.

### Oiseaux

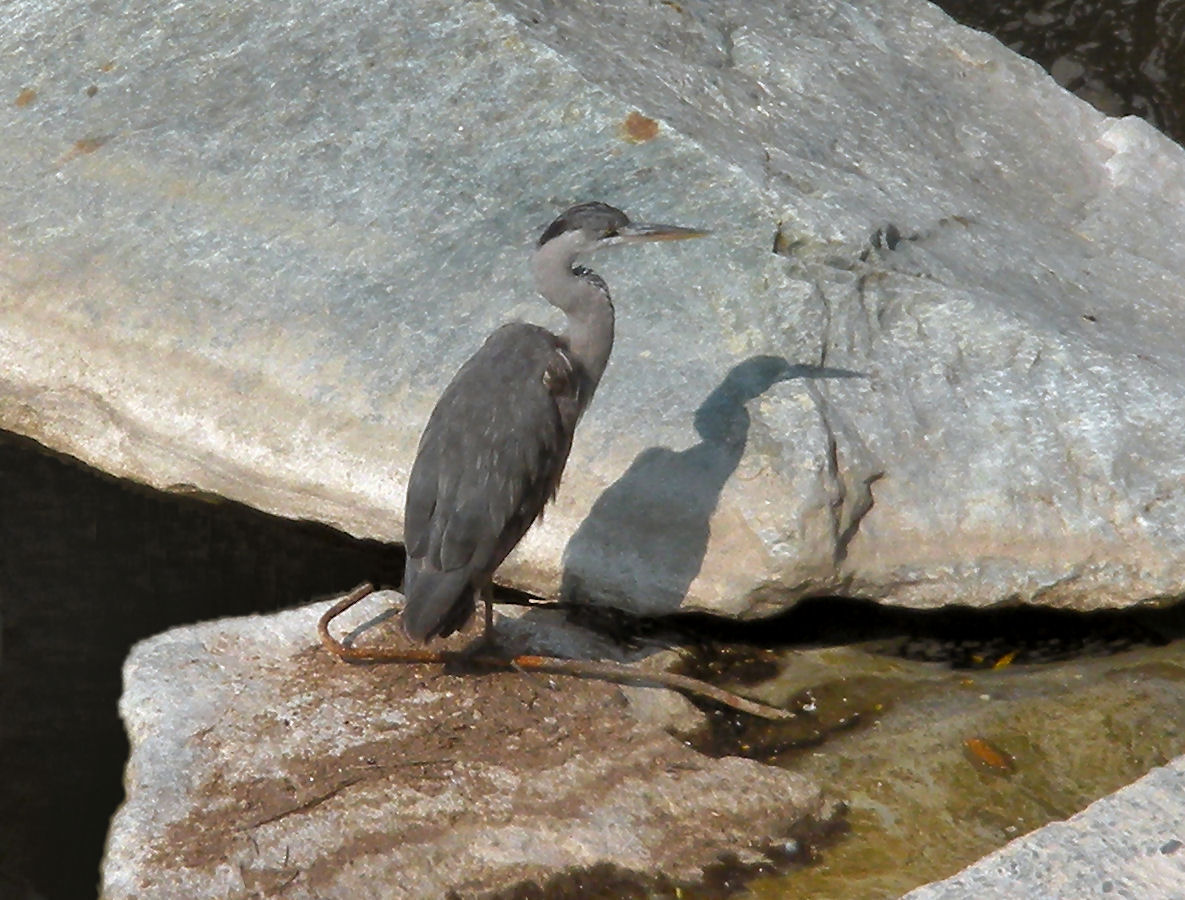
Héron cendré sur le Polcevera près dei Bolzaneto.

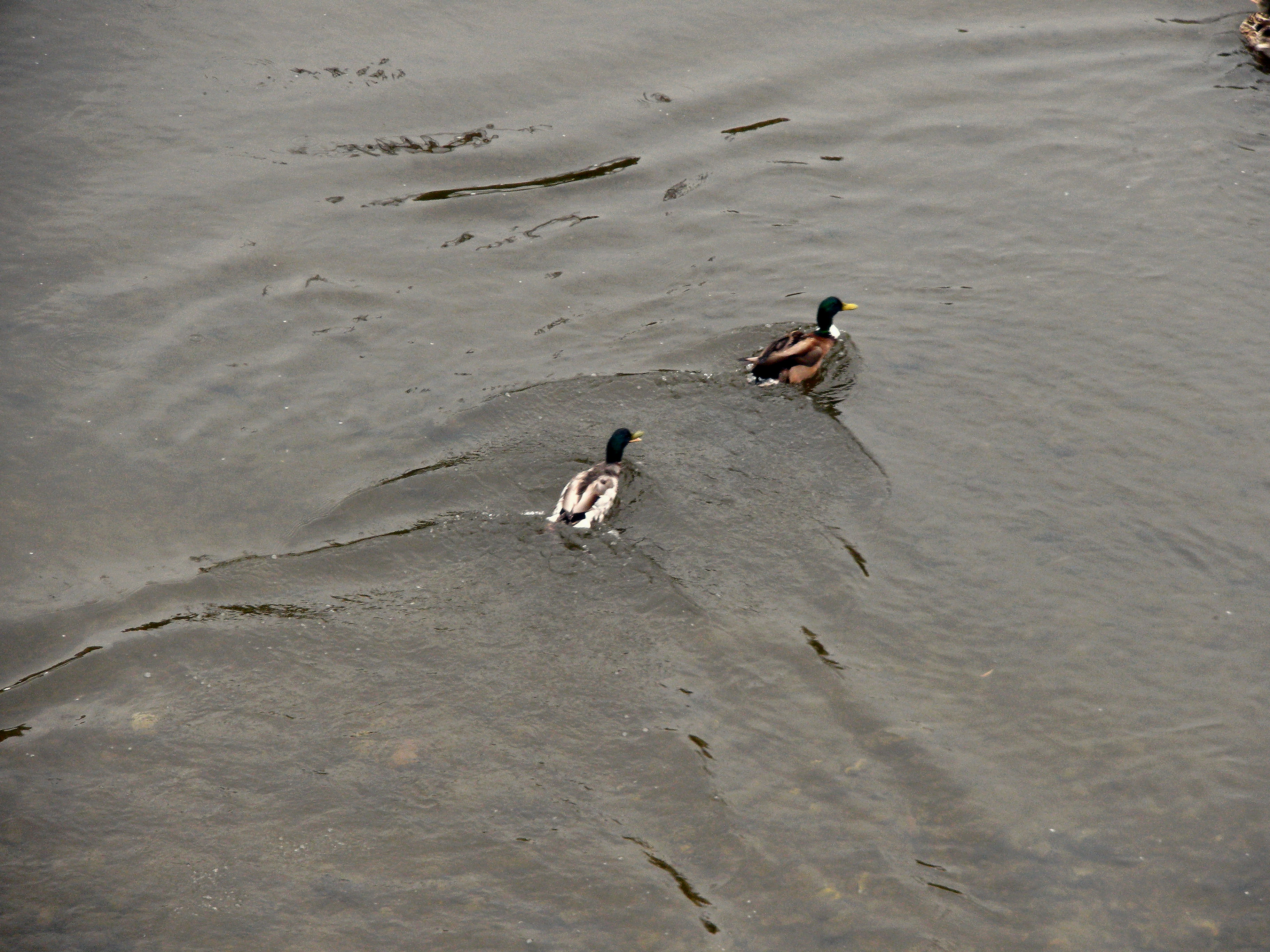
Colverts sur le Polcevera à la hauteur de.

Le long du cours du torrent sont présentes diverses espèces d'oiseaux comme le héron cendré, le goéland commun, le canard colvert, le petit gravelot, l'aigrette garzette, le cormoran et la poule d'eau. Occasionnellement on peut également observer des couples de faisans,.
Le cours du Polcevera est l'une des plus importantes voies de migration pour les oiseaux qui se déplacent d'Afrique vers les plaines d'Europe et vice-versa et de nombreuses espèces migratrices s'arrêtent au cours de leur voyage dans les zones de reproduction et d'hivernage. Bien que le torrent coule dans des zones densément peuplées et industrialisées, il est en même temps l'une des rares zones de repos où la disponibilité en nourriture est suffisante étant donné la forte concentration de poissons. Pour certaines espèces, comme les hérons, l'arrêt près de l'embouchure du Polcevera est un choix presque obligatoire, car il n'existe pas d’autre zone humide de cette taille dans les environs.